# Kyrgyzstán na Letních olympijských hrách 2000
Kyrgyzstán na Letních olympijských hrách v roce 2000 reprezentovala výprava 8 sportovců (8 mužů a žen 0).

## Medailisté
| Medaile | Jméno          | Sport | Soutěž                   |
| ------- | -------------- | ----- | ------------------------ |
| Bronz   | Ajdyn Smagulov | Judo  | muži superlehká do 60 kg |